# Magomed Aripgadzhiyev
Magomed Aripgadzhiyev –en ruso, Магомед Арипгаджиев; en bielorruso, Магамед Арыпгаджыеў, Mahamed Aryphadzhyeu– (Kaspisk, URSS, 23 de septiembre de 1977) es un deportista bielorruso que compitió en boxeo.
Participó en dos Juegos Olímpicos de Verano, en los años 2000 y 2004, obteniendo una medalla de plata en Atenas 2004, en el peso semipesado. Ganó una medalla de plata en el Campeonato Mundial de Boxeo Aficionado de 2003, en el mismo peso.

## Palmarés internacional
| Juegos Olímpicos   | Juegos Olímpicos    | Juegos Olímpicos | Juegos Olímpicos |
| Año                | Lugar               | Medalla          | Categoría        |
| ------------------ | ------------------- | ---------------- | ---------------- |
| 2004               | Atenas (Grecia)     | Medalla de plata | 81 kg            |
| Campeonato Mundial |                     |                  |                  |
| Año                | Lugar               | Medalla          | Categoría        |
| 2003               | Bangkok (Tailandia) | Medalla de plata | 81 kg            |